# Peter Davenport
Peter Davenport (* 24. März 1961 in Birkenhead) ist ein ehemaliger englischer Fußballspieler.

## Spielerkarriere

### Nottingham Forest
Peter Davenport wechselte 1982 vom Amateurverein Cammell Laird zum englischen Erstligisten Nottingham Forest. Der 21-Jährige debütierte für seine neue Mannschaft am 1. Mai 1982 in der Rückrunde der Football League First Division 1981/82. Bis zum Saisonende erzielte er in nur fünf Ligaspielen vier Tore. Nach sechs Toren in achtzehn Spielen 1982/83 gelang Davenport (33 Spiele/15 Tore) in der First Division 1983/84 der vollständige Durchbruch. Forest belegt in dieser Spielzeit den dritten Tabellenplatz und scheiterte zudem erst im Halbfinale des UEFA-Pokal 1983/84 unter umstrittenen Umständen am RSC Anderlecht. 1997 wurde bekannt, dass der spanische Schiedsrichter vom belgischen Verein Geld erhalten hatte. Nach einer für ihn erneut guten Saison 1984/85 startete Davenport (27 Spiele/13 Tore) in die Football League First Division 1985/86 mit einer noch größeren Treffsicherheit, ehe er bereits vor Saisonende Nottingham verließ.

### Manchester United
Am 12. März 1986 hatte ihn der Erstligakonkurrent Manchester United für £750.000 Ablöse verpflichtet, um im Titelrennen der First Division die erste Meisterschaft seit 19 Jahren zu gewinnen. Die in ihn gesetzten Erwartungen konnte er jedoch mit nur einem Treffer in elf Spielen nicht erfüllen und auch ManU beendete die Saison lediglich als Vierter. Dafür gelang Peter Davenport (39 Spiele/14 Tore) als Ersatz für den zum FC Barcelona gewechselten Mark Hughes eine erfolgreichere Spielzeit in der Football League First Division 1986/87. Trainer Ron Atkinson war bereits im November 1986 durch Alex Ferguson ersetzt worden und die Mannschaft beendete die Spielzeit nach zwischenzeitlicher Abstiegsgefahr lediglich auf Platz 11. In der  First Division 1987/88 erzielte er nur fünf Treffer, dafür erreichte er mit seinem Team die Vizemeisterschaft hinter dem FC Liverpool. Nach der Rückkehr von Mark Hughes zu Beginn der Saison 1988/89 war Peter Davenport hinter Hughes und Brian McClair nur noch Angreifer Nr. 3. Im November 1988 erfolgte daher der Wechsel zum FC Middlesbrough.

### FC Middlesbrough und FC Sunderland
Der von Bruce Rioch trainierte Aufsteiger stieg in der Saison 1988/89 direkt wieder aus der First Division ab. Auch Davenport konnte mit nur vier Treffern in vierundzwanzig Ligaspielen nicht überzeugen. Nach einem nur knapp erreichten Klassenerhalt in der Second Division 1989/90 wechselte Davenport (35 Spiele/3 Tore) im Juli 1990 zum FC Sunderland. Der Rivale aus dem Nordosten Englands stieg jedoch ebenfalls als Aufsteiger aus der Football League First Division 1990/91 ab. Dafür gelang in der Folgesaison dem 18. der Second Division der Einzug ins Finale des FA Cup 1991/92. Dieses verlor der Überraschungsfinalist jedoch mit 0:2 gegen den FC Liverpool. Nach einem nur knapp erreichten Klassenerhalt 1992/93 verließ er 1993 Sunderland und spielte in den folgenden Jahren noch in Schottland sowie für verschiedene kleinere Vereine in England. Zwischen 2000 und 2008 trainierte er zudem verschiedene unterklassige Vereine.

### Englische Nationalmannschaft
Am 26. März 1985 debütierte Peter Davenport in der von Bobby Robson trainierten englischen Nationalmannschaft in einem Freundschaftsspiel gegen Irland. England gewann diese Partie mit 2:1 und Davenports erstes Länderspiel blieb auch sein letztes.  